# Línea 572 (Interurbanos Madrid)
La línea 572 de la red de autobuses interurbanos de Madrid une el intercambiador de Aluche (Madrid) con la Ciudad de la Imagen, en Pozuelo de Alarcón.

## Características
Puesta en servicio en 2004, esta línea une de forma rápida la capital con la Ciudad de la Imagen de Pozuelo de Alarcón, estableciendo en ella un circuito neutralizado.
Siguiendo la numeración de líneas del CRTM, las líneas que circulan por el corredor 5 son aquellas que dan servicio a los municipios situados en torno a la A-5 y comienzan con un 5. Aquellas numeradas dentro de la decena 570 corresponden a aquellas que circulan por Boadilla del Monte y Pozuelo de Alarcón, como es exclusivamente en este caso.
La línea no mantiene los mismos horarios todo el año, en los meses de julio y agosto se reducen ligeramente el número de expediciones los días laborables entre semana (sábados laborables, domingos y festivos tienen los mismos horarios todo el año), además de los días excepcionales vísperas de festivo y festivos de Navidad en los que los horarios también cambian y se reducen.
La línea esta operada por la empresa Boadilla mediante la concesión administrativa VCM-502 - Madrid - Boadilla del Monte (Viajeros Comunidad de Madrid) del Consorcio Regional de Transportes de Madrid.

### Frecuencias
| Lunes a viernes laborables (1 sept. - 30 junio) |
| De 6:35 a 0:05 cada 30 minutos                  |
| Lunes a viernes laborables (Julio y agosto)     |
| De 6:35 a 10:05 cada 30 minutos                 |
| A 10:45 - 11:25                                 |
| De 12:05 a 19:05 cada 30 minutos                |
| A 19:45 - 20:25                                 |
| De 21:05 a 0:05 cada 30 minutos                 |
| Sábados laborables, domingos y festivos         |
| De 6:35 a 10:05 cada 30 minutos                 |
| A 10:45 - 11:25                                 |
| De 12:05 a 18:35 cada 30 minutos                |
| A 19:15 - 19:55                                 |
| De 20:35 a 0:05 cada 30 minutos                 |

| Lunes a viernes laborables (1 sept. - 30 junio) |
| De 6:40 a 0:10 cada 30 minutos                  |
| Lunes a viernes laborables (Julio y agosto)     |
| De 6:40 a 10:10 cada 30 minutos                 |
| A 10:50 - 11:30                                 |
| De 12:10 a 19:10 cada 30 minutos                |
| A 19:50 - 20:30                                 |
| De 21:10 a 0:10 cada 30 minutos                 |
| Sábados laborables, domingos y festivos         |
| De 6:40 a 10:10 cada 30 minutos                 |
| A 10:50 - 11:30                                 |
| De 12:10 a 19:10 cada 30 minutos                |
| A 19:50 - 20:30                                 |
| De 21:10 a 0:10 cada 30 minutos                 |

## Recorrido y paradas
NOTA: Las paradas sombreadas en morado se realizan en sentido Ciudad de la Imagen, mientras que las sombreadas en azul se realizan en sentido Madrid. El resto de paradas son comunes para ambos sentidos, al tener circuito neutralizado.
| Código | Parada                                   | Común con                                              | Conexiones con Metro y Cercanías | Municipio          | Zona |
| ------ | ---------------------------------------- | ------------------------------------------------------ | -------------------------------- | ------------------ | ---- |
| 15782  | Av. Las Águilas - Aluche                 | 571                                                    | Aluche                           | Madrid             |      |
| 08458  | Av. Poblados - Empalme                   | 560 561 561A 561B 562 563 564 571 574 591              | Empalme                          | Madrid             |      |
| 08409  | Ctra. Cchel. a Aravaca - Colonia Jardín  | 510A 532 560 561 561A 561B 562 563 564 571 573 574 591 | Colonia Jardín                   | Madrid             |      |
| 08654  | Ctra. M502 - Urb. Los Ángeles            | 560 561 561A 561B 562 563 564 571 573 574              |                                  | Madrid             |      |
| 11449  | P.º Príncipe - Telemadrid                | 571 573                                                |                                  | Pozuelo de Alarcón |      |
| 17368  | Virgilio - Fernando Rey                  |                                                        |                                  | Pozuelo de Alarcón |      |
| 17369  | José Isbert - Fernando Rey               |                                                        | Ciudad del Cine                  | Pozuelo de Alarcón |      |
| 11977  | José Isbert - Est. José Isbert           |                                                        | José Isbert                      | Pozuelo de Alarcón |      |
| 11447  | Juan de Orduña - Ciudad de la Imagen     |                                                        | Ciudad de la Imagen              | Pozuelo de Alarcón |      |
| 11443  | Guadalupe M. Sampedro - Centro Comercial |                                                        |                                  | Pozuelo de Alarcón |      |
| 08653  | Ctra. M502 - Gta. Arroyo Meaques         | 560 561 561A 561B 562 563 564 571 573 574              |                                  | Madrid             |      |
| 08410  | Ctra. Cchel. a Aravaca - Colonia Jardín  | 510A 532 560 561 561A 561B 562 563 564 571 573 574 591 | Colonia Jardín                   | Madrid             |      |
| 3592   | Avenida de los Poblados-Empalme          | 36 H 561 561A 561B 562 563 564 571 574 591             | Empalme                          | Madrid             |      |
| 15782  | Av. Las Águilas - Aluche                 | 571                                                    | Aluche                           | Madrid             |      |